# Ceubrek Pirak
Ceubrek Pirak is een bestuurslaag in het regentschap Aceh Utara van de provincie Atjeh, Indonesië. Ceubrek Pirak telt 384 inwoners (volkstelling 2010).